# Deroplax
Deroplax is een geslacht van wantsen uit de familie van de Scutelleridae (Pantserwantsen). Het geslacht werd voor het eerst wetenschappelijk beschreven door Gustav Mayr in 1864.

## Soorten
Het genus bevat de volgende soorten:

- Deroplax afra (Herrich-Schäffer, 1839)
- Deroplax burundica Schouteden, 1965
- Deroplax caffer (Germar, 1839)
- Deroplax caffra (Germar, 1839)
- Deroplax circumducta (Germar, 1837)
- Deroplax coriacea Schouteden, 1965
- Deroplax diffusa (Walker, 1867)
- Deroplax illota (Stål, 1858)
- Deroplax illotus (Stål, 1858)
- Deroplax lambertoni Schouteden, 1965
- Deroplax nigrofasciata Distant, 1898
- Deroplax nigropunctata (Stål, 1865)
- Deroplax quadrivittata Schouteden, 1965
- Deroplax redtenbacheri (Mayr, 1864)
- Deroplax silphoides (Thunberg, 1783)